# Wilhelm Schwan (Kupferstecher)
Wilhelm Schwan war ein deutscher Kupferstecher, der im 17. Jahrhundert in Braunschweig nachzuweisen ist.

## Leben
Die Tätigkeit von Wilhelm Schwan als Graveur lässt sich insbesondere in Braunschweig nachweisen für die Zeit von 1621 bis 1643, der Zeit des Dreißigjährigen Krieges.

## Bekannte Werke

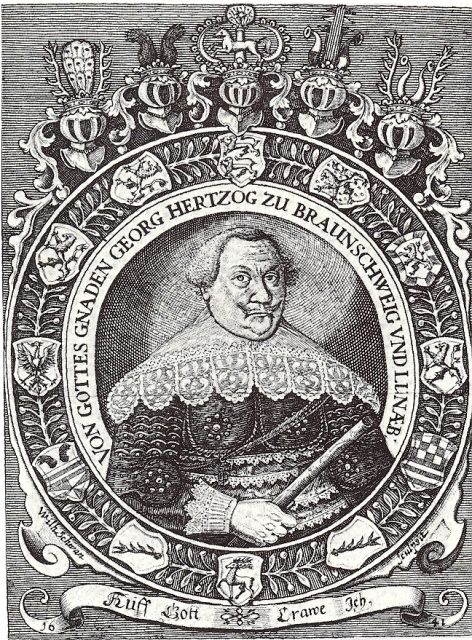
Georg, Herzog zu Braunschweig und Lüneburg,
Kupferstich: signiert Wilh. Schwan, um 1640

- „Messingtafel, vermutlich Bestandteil eines Epitaphs eines Braunschweiger Bürgers“, im Besitz des Städtischen Museums in Braunschweig[3]
- um 1621: Epitaph des Johann Kammann d. Ä. Messingtafel in Zusammenarbeit mit Anton Wyse, im Bestand des Städtischen Museums in Braunschweig, ausgestellt im Braunschweiger Altstadtrathaus[2]
- 1629: Tableau de la vie humaine, im Besitz der Französischen Nationalbibliothek[4]
- um 1640: Kupferstich von Georg, Herzog zu Braunschweig und Lüneburg, signiert Wilh. Schwan
- um 1647: Kupferstich mit einer Ansicht von Adendorf[5]